# Comuna Tobolî, Kamin-Kașîrskîi
Tobolî (în ucraineană Тоболи) este o comună în raionul Kamin-Kașîrskîi, regiunea Volînia, Ucraina, formată din satele Stari Cervîșcea și Tobolî (reședința).

## Demografie
Componența lingvistică a satului Tobolî
     Ucraineană (99,81%)
     Alte limbi (0,19%)
Conform recensământului din 2001, majoritatea populației satului Tobolî era vorbitoare de ucraineană (99,81%), existând în minoritate și vorbitori de alte limbi.